# Дрешница
Дрешница је насеље у Србији у општини Блаце у Топличком округу. Према попису из 2022. било је 55 становника (према попису из 1991. било је 125 становника).

## Историја
Као посебно насеље Дрешница се спомиње први пут у турским пописима крушевачког санџака са Топлицом и Дубочицом под именом
Дражинци у време владавине Мехмеда Другог 1444-1446. године. Дрешница је добила име по дрену (lat. cornus mas) биљци, фитоним.
У пописима 1444-1446. године село је имало 11 домаћинстава. У другим аустријско-турким ратовима 1737-1739. године стариначко српско становништво напустило је село и одселило се на север за аустријском војском. До 1876. године село су насељавали мухаџири (присталице Мухамедове вере). У српско-турким ратовима 1876-1878. године село је ослобођено од Арнаута и поново насељено српским становништвом из Жупе Александровачке, села Бруске општине, са Копаоника, Рашке области, Горњег Ибра и Косова.

## Демографија
У насељу Дрешница живи 94 пунолетна становника, а просечна старост становништва износи 55,7 година (53,9 код мушкараца и 57,2 код жена). У насељу има 44 домаћинства, а просечан број чланова по домаћинству је 2,32.
Ово насеље је великим делом насељено Србима (према попису из 2002. године), а у последња три пописа, примећен је пад у броју становника.
|  |

| Демографија | Демографија | Демографија |
| Година      | Становника  | Становника  |
| ----------- | ----------- | ----------- |
| 1948.       | 320         |             |
| 1953.       | 356         |             |
| 1961.       | 332         |             |
| 1971.       | 270         |             |
| 1981.       | 218         |             |
| 1991.       | 125         | 125         |
| 2002.       | 102         | 102         |

| Етнички састав према попису из 2002.‍ | Етнички састав према попису из 2002.‍ | Етнички састав према попису из 2002.‍ | Етнички састав према попису из 2002.‍ | Етнички састав према попису из 2002.‍ |
| ------------------------------------ | ------------------------------------ | ------------------------------------ | ------------------------------------ | ------------------------------------ |
|                                      |                                      |                                      |                                      |                                      |
| Срби                                 | Срби                                 |                                      | 100                                  | 98,03%                               |
| Југословени                          | Југословени                          |                                      | 2                                    | 1,96%                                |
| непознато                            | непознато                            |                                      | 0                                    | 0,0%                                 |

| Година пописа     | 1948. | 1953. | 1961. | 1971. | 1981. | 1991. | 2002. |
| ----------------- | ----- | ----- | ----- | ----- | ----- | ----- | ----- |
| Број домаћинстава | 50    | 54    | 60    | 58    | 63    | 46    | 44    |

| Број чланова      | 1  | 2  | 3 | 4 | 5 | 6 | 7 | 8 | 9 | 10 и више | Просек |
| ----------------- | -- | -- | - | - | - | - | - | - | - | --------- | ------ |
| Број домаћинстава | 16 | 14 | 6 | 3 | 2 | 3 | 0 | 0 | 0 | 0         | 2,32   |

| Пол    | Укупно | Неожењен/Неудата | Ожењен/Удата | Удовац/Удовица | Разведен/Разведена | Непознато |
| ------ | ------ | ---------------- | ------------ | -------------- | ------------------ | --------- |
| Мушки  | 44     | 8                | 29           | 7              | 0                  | 0         |
| Женски | 51     | 5                | 28           | 18             | 0                  | 0         |
| УКУПНО | 95     | 13               | 57           | 25             | 0                  | 0         |

| Пол    | Укупно                    | Пољопривреда, лов и шумарство | Рибарство                            | Вађење руде и камена | Прерађивачка индустрија       |
| ------ | ------------------------- | ----------------------------- | ------------------------------------ | -------------------- | ----------------------------- |
| Мушки  | 25                        | 19                            | 0                                    | 0                    | 0                             |
| Женски | 17                        | 13                            | 0                                    | 0                    | 0                             |
| УКУПНО | 42                        | 32                            | 0                                    | 0                    | 0                             |
| Пол    | Производња и снабдевање   | Грађевинарство                | Трговина                             | Хотели и ресторани   | Саобраћај, складиштење и везе |
| Мушки  | 0                         | 2                             | 0                                    | 0                    | 1                             |
| Женски | 0                         | 0                             | 1                                    | 1                    | 0                             |
| УКУПНО | 0                         | 2                             | 1                                    | 1                    | 1                             |
| Пол    | Финансијско посредовање   | Некретнине                    | Државна управа и одбрана             | Образовање           | Здравствени и социјални рад   |
| Мушки  | 0                         | 0                             | 1                                    | 0                    | 0                             |
| Женски | 0                         | 0                             | 0                                    | 0                    | 0                             |
| УКУПНО | 0                         | 0                             | 1                                    | 0                    | 0                             |
| Пол    | Остале услужне активности | Приватна домаћинства          | Екстериторијалне организације и тела | Непознато            | Непознато                     |
| Мушки  | 0                         | 0                             | 0                                    | 2                    | 2                             |
| Женски | 0                         | 0                             | 0                                    | 2                    | 2                             |
| УКУПНО | 0                         | 0                             | 0                                    | 4                    | 4                             |